# نيكي يانغ
نيكي هيون يانغ (ولدت في سول، كوريا الجنوبية باسم هيون جيونغ يانغ، (هانغل: 양현정)) هي رسامة رسوم متحركة كورية جنوبية وممثلة صوتية. بعد تخرجها من جامعة هونغيك ومن ثم معهد كاليفورنيا للفنون، أصبحت يانغ واحدة من فناني القصة المصورة في فاميلي غاي قبل الانتقال لفريديراتور ستوديوز. اشتهرت يانغ بأدائها الصوتي لشخصيتي بيمو وليدي في وقت المغامرة.

## فيلموغرافيا
| سنة       | عنوان               | دور         | ملاحظات                                                           |
| --------- | ------------------- | ----------- | ----------------------------------------------------------------- |
| 2008      | راندوم! كارتونز     | طفل أرنب    | حلقة: "الأختين الساحرتين"                                         |
| 2010–الآن | وقت المغامرة        | ليدي/بيمو   | دور رئيسي: عندما تقوم بدور ليدي أو سيدة ألوان، تتحدث فقط بالكورية |
| 2012–2016 | غرافيتي فولز        | كاندي تشيو  | دور متكرر                                                         |
| 2014      | تريب تانك           | ميتشيكو     | دور متكرر                                                         |
| 2015      | الدببة الثلاثة      | وادة شول    | حلقة: "My Clique"                                                 |
| 2018      | ميكي ماوس كلوب هاوس | بيمو / ليدي | حلقة: انقاذ ليدي                                                  |

### كاتبة/فنانة قصة مصورة
- فاميلي غاي
- فان بوي وتشام تشام
- وقت المغامرة
- غرافيتي فولز
- أشجع المحاربين (حلقة مصغرة: "Moo-Phobia")
- كلارينس

## وصلات خارجية
- مدونة رسمية
- نيكي يانغ على موقع IMDb (الإنجليزية)
- نيكي يانغ على موقع ميوزك برينز (الإنجليزية)
- نيكي يانغ على موقع قاعدة بيانات الفيلم (الإنجليزية)
- نيكي يانغ على موقع كينوبويسك (الروسية)
- نيكي يانغ على فيميو

- موقع رسمي سابق (أرشيف)